# Emile Wambach
Emile Wambach (Aarlen, 26 de novembre de 1854 - Antwerpen, 6 de maig de 1924) fou un compositor i director d'orquestra belga, originari de la província de Luxemburg.
Estudià en el Conservatori reial de Brussel·les i després en el d'Anvers, en el que tingué per mestre en Peter Benoit. Després de donar-se a conèixer com a violinista fou nomenat mestre de capella de la Catedral d'Anvers i més tard professor del conservatori de la mateixa ciutat (1900). A més, va ser inspector de les acadèmies i escoles de música de Belgica.
A part de diverses cantates, melodies, motets, etc.és autor de les obres següents: 
- Yolande, llegenda lírica,
- Moisès, oratori,
- Patrie, poema líric,
- Blanche Floor, balada,
- La parabole de Nathan, drama líric,
- Quentin Massys, òpera, (1899),
- un Te Deum.